# Leader parlementaire de l'opposition officielle (Canada)
Pour les articles homonymes, voir Leader de l'opposition.
Le leader parlementaire de l'opposition officielle (anglais : Official Opposition House Leader) est le député de l'opposition officielle chargé de négocier avec le leader du gouvernement et les autres partis l'ordre du jour de la Chambre et de gérer les affaires de l'opposition.
La position de leader de l'opposition à la Chambre a évolué au cours des années 1950 lorsque chaque parti d'opposition a commencé à désigner un député particulier pour questionner le leader du gouvernement à la Chambre. Le titre de leader de l'opposition à la Chambre est devenu officiel en 1963 et les leaders des partis d'opposition ont commencé à recevoir une indemnité particulière à partir de 1974.